# Прогресс М-10М
Прогресс М-10М — транспортный грузовой космический корабль (ТГК) серии «Прогресс», запущенный к Международной космической станции. 42-й российский корабль снабжения МКС. Серийный номер 410.

## Цель полёта
Доставка на МКС более 2600 килограммов различных грузов, в числе которых топливо, запасы сжатого кислорода, продукты питания, аппаратура для научных экспериментов, аппаратура «Главбокс-С», а также дополнительное оборудование для российского и американского сегментов станции и посылки для членов экипажа. Помимо стандартных грузов, корабль привёз на орбиту новый отряд «космических путешественников» — мух-дрозофил и семена томатов и пшеницы для орбитального огорода. Кроме того, на борту корабля на станцию отправился новый блок для системы регенерации кислорода «Электрон». Психологи отправили экипажу DVD-диски с американскими комедиями и боевиками, книги братьев Стругацких.

## Хроника полёта
- 27.04.2011, в 17:05:21 (MSK), (13:05:21 UTC) — запуск с космодрома Байконур;
- 29.04.2011, в 18:28:44 (MSK), (14:28:44 UTC) — осуществлена стыковка с МКС к стыковочному узлу на агрегатном отсеке служебного модуля «Пирс». Процесс сближения и стыковки проводился в автоматическом режиме;
- 29.10.2011, в 13:04:00 (MSK), (09:04:00 UTC) — ТКГ отстыковался от орбитальной станции и отправился в автономный полёт.

## Перечень грузов
Суммарная масса всех доставляемых грузов: 2645 кг
| Название | Масса (кг) |
| --- | ---------- |
| Топливо в баках системы дозаправки | 627        |
| Газ в баллонах средств подачи кислорода (СрПК): |            |
| кислород | 51         |
| Вода в баках системы «Родник» | 420        |
| Топливо в КДУ для нужд МКС | 250        |
| Грузы, доставляемые в герметичном отсеке (суммарная масса – 1297 кг): |            |
| Оборудование для систем: |            |
| обеспечения газового состава (СОГС) | 24         |
| водообеспечения (СВО) | 20         |
| обеспечения теплового режима (СОТР) | 14         |
| управления бортовой аппаратурой (СУБА) | 12         |
| Средства технического обслуживания и ремонта (СТОР) | 10         |
| Средства санитарно-гигиенического обеспечения (ССГО) | 118        |
| Средства индивидуальной защиты (СИЗ) | 62         |
| Контейнеры с рационами питания, свежие продукты | 194        |
| Медицинское оборудование, бельё, средства личной гигиены и профилактики воздействия невесомости | 94         |
| Оборудования для ФГБ | 54         |
| Бортдокументация, посылки для экипажа, комплект для фотоаппаратуры | 22         |
| Оборудование для научных экспериментов: «Типология», «Полиген», «Растения», «Биориск», «Каскад», «Биоэмульсия», «БИФ», «Асептик», «АРИЛ», «ОЧБ», «Коньюгация», «Мембрана», «СЛС», «Бар», «Матрёшка-Р»; аппаратура «Главбокс-С» | 141        |
| Комплект предметов для российских членов экипажа | 88         |
| Оборудование для американского сегмента, в том числе продукты питания, средства санитарно-гигиенического обеспечения | 444        |

## Фотогалерея

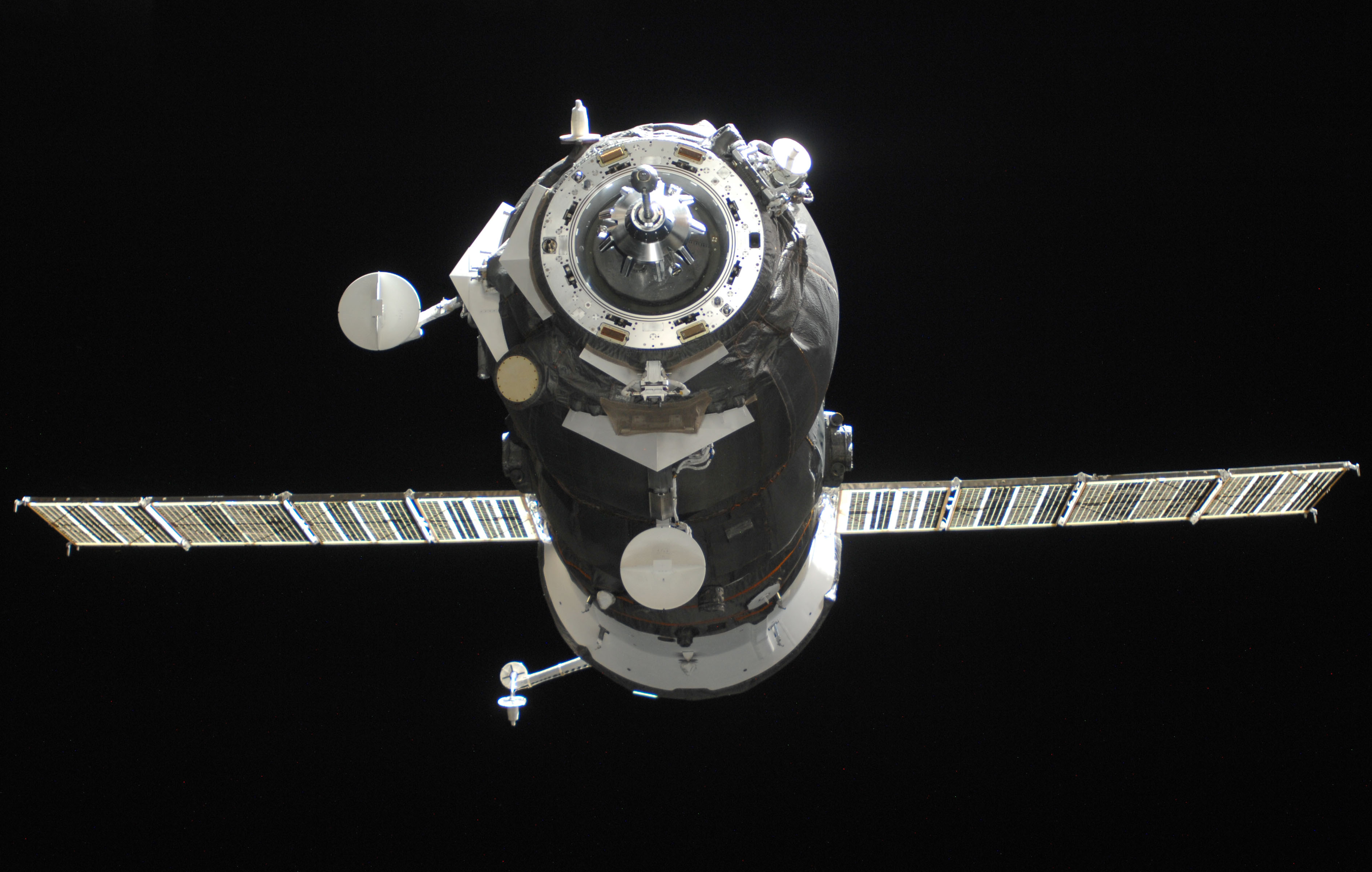
ТГК «Прогресс М-10М» перед стыковкой с МКС
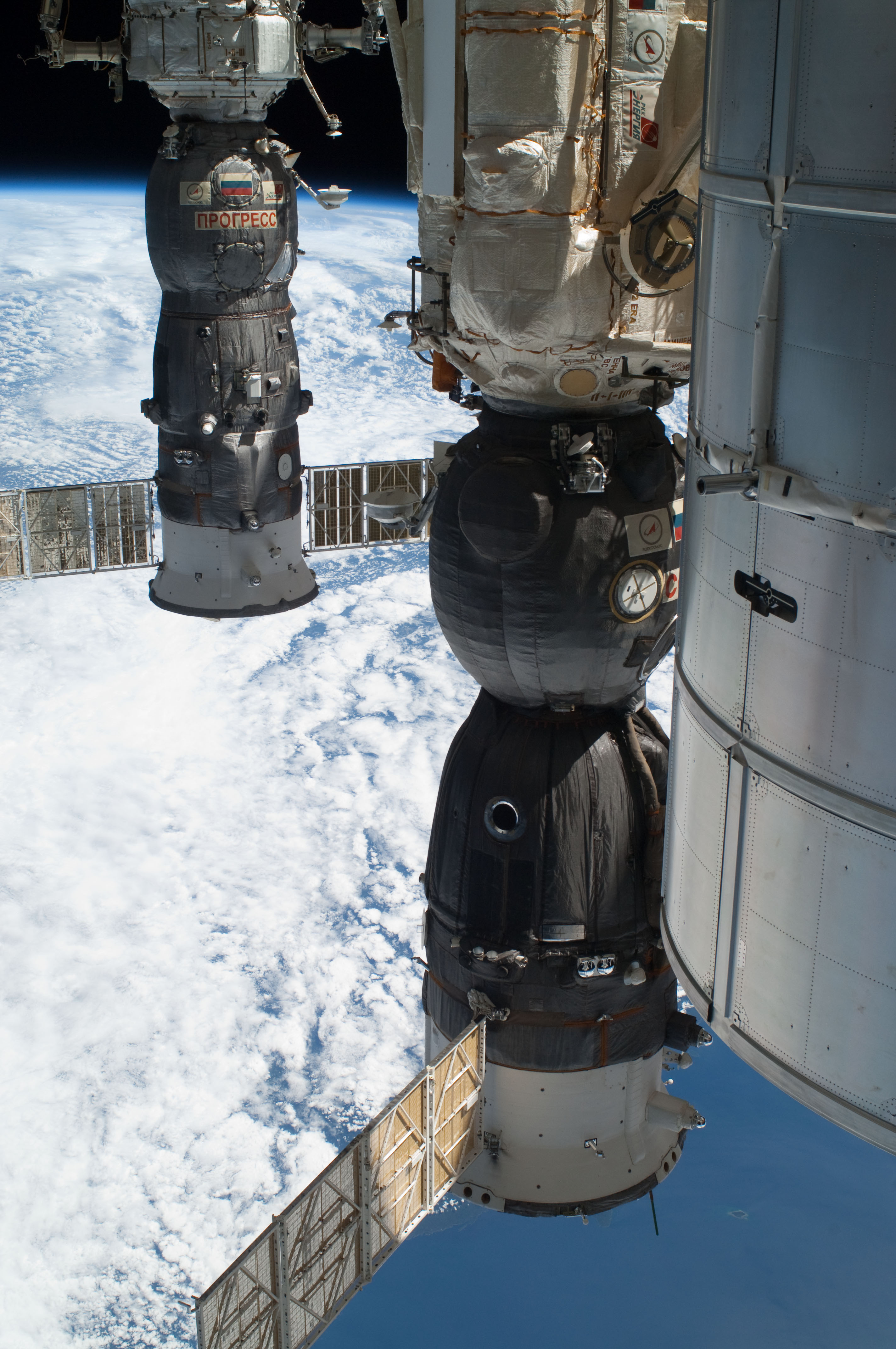
ТГК «Прогресс М-10М» и Союз ТМА-02М в составе МКС
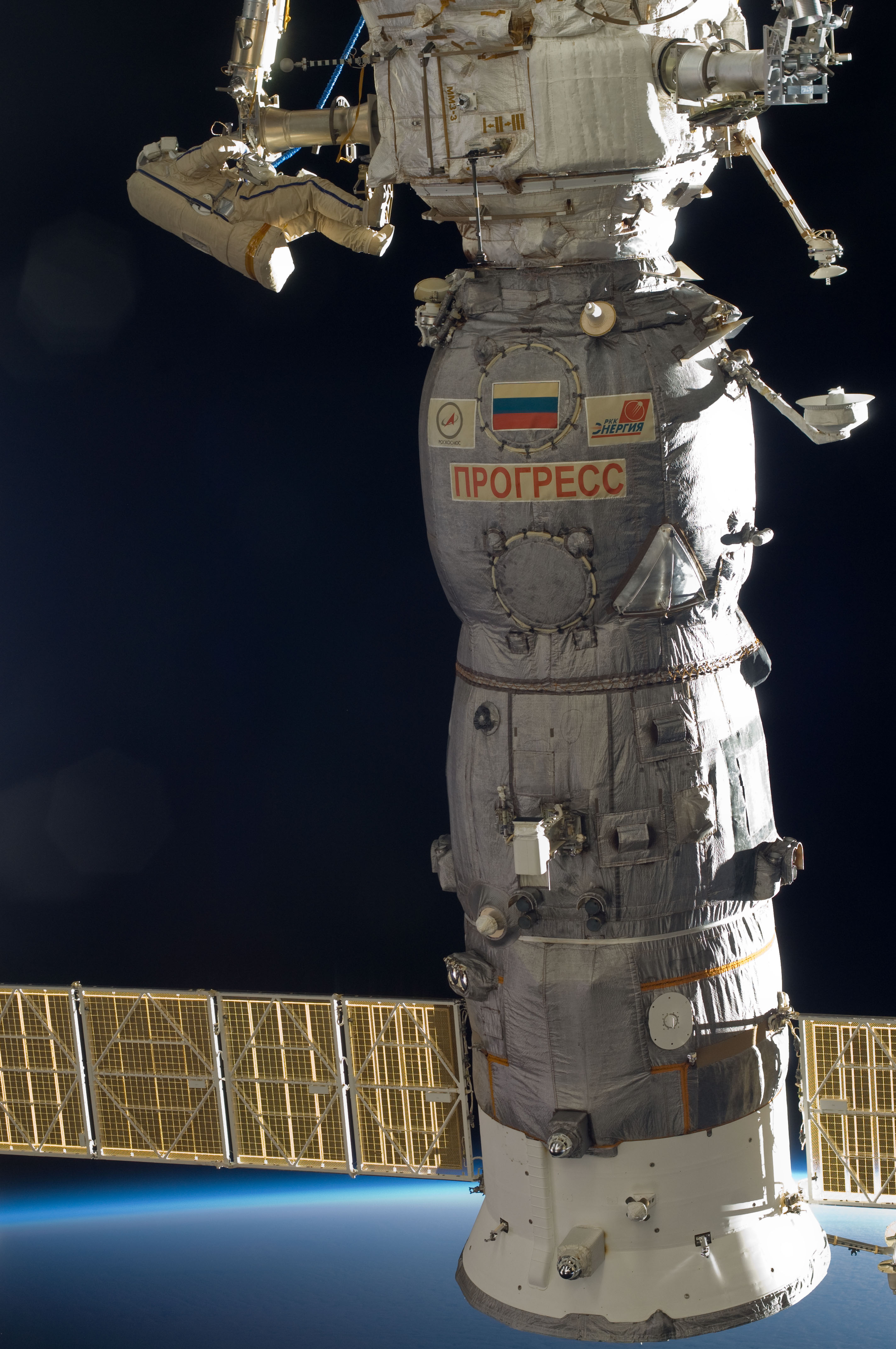
ТГК «Прогресс М-10М», 3 августа 2011
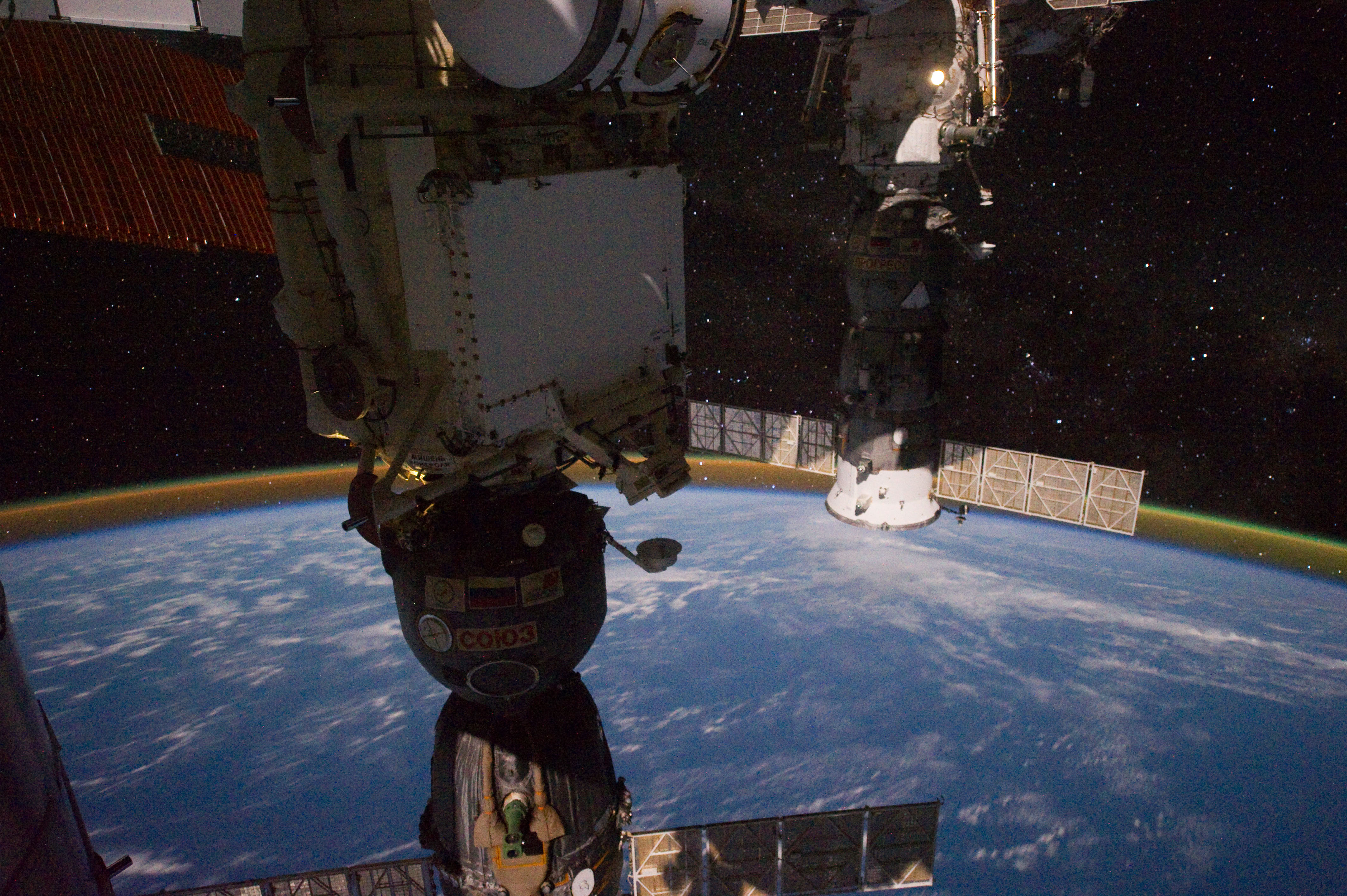
ТГК «Прогресс М-10М» и Союз ТМА-02М в составе МКС, 17 сентября 2011
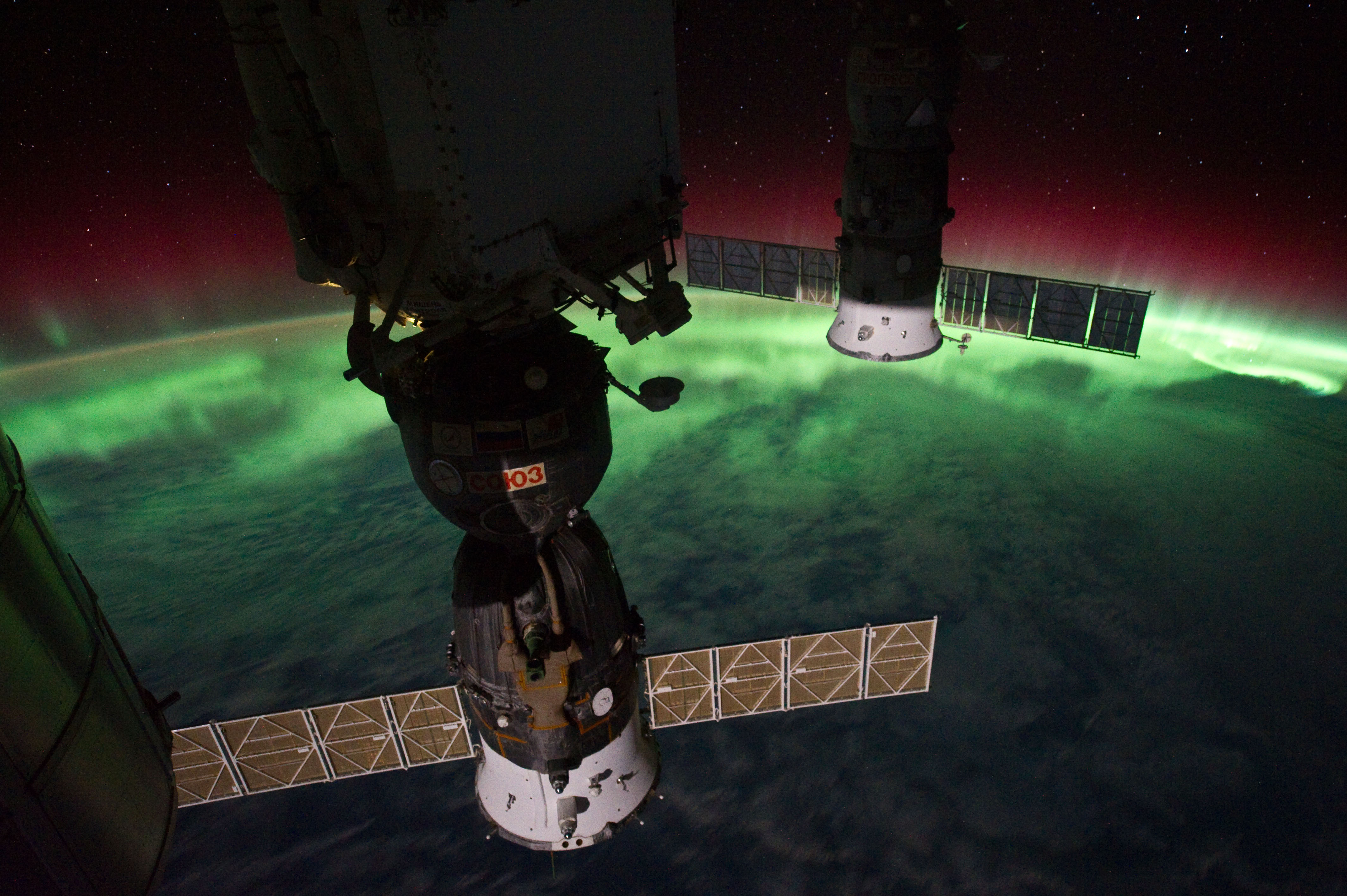
ТГК «Прогресс М-10М» и Союз ТМА-02М в составе МКС, 17 сентября 2011
- ТГК ТГК «Прогресс М-10М» сгорает в атмосфере Земли.